# Psectrocladius islandicus
Psectrocladius islandicus är en tvåvingeart som beskrevs av Jean-Jacques Kieffer 1913. Psectrocladius islandicus ingår i släktet Psectrocladius och familjen fjädermyggor.
Artens utbredningsområde är Island. Inga underarter finns listade i Catalogue of Life.